# Phyllodromica tyrrhenica
Phyllodromica tyrrhenica es una especie de cucaracha del género Phyllodromica, familia Ectobiidae. Fue descrita científicamente por Ramme en 1927.
Habita en Italia.